# 全国中学校体育大会
全国中学校体育大会（ぜんこくちゅうがっこうたいいくたいかい）とは、日本中学校体育連盟が主催する体育大会。全中（ぜんちゅう）とも略称される。
この大会に出場するための地区予選、県予選、地方ブロック予選はそれぞれ○○地区（県、地方）中学校総合体育大会となっており、高校総体にちなんで中学総体や中総体と略称される。地域によっては、主催者団体の略称から中体連と呼ぶこともある。
各種目において中学の日本最高峰の大会であり、20の種目が行われる。
なお2023年度より民間のクラブや団体の参加が可能だが、学校やクラブでの二重参加は不可。
しかし日本中体連は2027年度より水泳やスキー、スケート、ハンドボール、体操、新体操、ソフトボール男子、相撲、アイスホッケーを全中から除外すると発表した。また参加人数やチーム数、日程を大幅短縮・縮小される

## 開催競技
- 全日本中学校陸上競技選手権大会
- 全国中学校水泳競技大会
- 全国中学校バスケットボール大会
- 全国中学校サッカー大会
- 全国中学校ハンドボール大会
- 全国中学校軟式野球大会
- 全国中学校体操競技選手権大会
- 全国中学校新体操選手権大会
- 全日本中学校バレーボール選手権大会
- 全国中学校ソフトテニス大会
- 全国中学校卓球大会
- 全国中学校バドミントン大会
- 全国中学校ソフトボール大会
- 全国中学校柔道大会
- 全国中学校剣道大会
- 全国中学校相撲選手権大会
- 全国中学校駅伝大会
- 全国中学校スキー大会
  - アルペンスキー
  - ノルディックスキー・スペシャルジャンプ
  - ノルディックスキー・クロスカントリー
- 全国中学校スケート大会
- 全国中学校アイスホッケー大会

## 不参加競技
すべての競技が中体連に参加しているわけではなく、さらに中体連参加競技であっても、全中に加わっていないものも存在する。これらはそれぞれ全中とは別の独立した大会としてほとんどが全中と同時期に開催されている。
中体連自体に参加していない競技大会は下記の通り。ただし、日本スポーツ協会、日本オリンピック委員会、日本ワールドゲームズ協会の少なくともいずれかに加盟・準加盟している、あるいは独自の中学連盟を持つ競技のみ挙げる。
- 全国中学生テニス選手権大会（日本テニス協会）
- 全国中学生空手道選手権大会（全国中学校空手道連盟）
- 全国中学生レスリング選手権大会（日本レスリング協会）
- 全国中学生ウエイトリフティング選手権大会（日本ウエイトリフティング協会）
- 全日本中学生ホッケー選手権大会（日本ホッケー協会）
- 全国中学校ゴルフ選手権大会・日本ジュニアゴルフ選手権競技（日本ゴルフ協会・日本高等学校・中学校ゴルフ連盟）
- 全日本中学選手権競漕大会（全国中学校ローイング連盟）
- 全国中学生カヌー大会（日本カヌー連盟）
- 全日本中学ボウリング選手権大会（JAPAN BOWLING）
- 全国中学生フェンシング選手権大会（日本フェンシング協会）
- 全国中学生弓道大会（全日本弓道連盟）
- 全日本小学生中学生アーチェリー選手権大会（全日本アーチェリー連盟）
- 全国中学生なぎなた大会（全日本なぎなた連盟）
- 全日本中学生カーリング選手権大会（日本カーリング協会）

## 放送について
一部競技はNHKEテレで生中継もしくは後日録画中継される。ただし2016年はリオデジャネイロオリンピックと高校野球・インターハイ競泳・小学陸上の関係などでいずれもダイジェストで放送した。なお2024年度は中継せず。2025年度は日本テレビでサッカーの放映権を獲得。また柔道は全柔連TV、陸上の全中陸上公式YouTube（全中陸上LIVEチャンネル【公式】 - YouTubeチャンネル）で配信されている